# Јакуб Блашчиковски
Јакуб Блашчиковски (пољ. Jakub Błaszczykowski; 14. децембар 1985) бивши је пољски фудбалер. Професионалну каријеру започео је у Висли из Кракова. Године 2007. прелази у Борусију из Дортмунда, у којој је провео највећи део своје каријере, забележио је преко 250 наступа за Борусију и са њом освојио две Бундеслиге, два Суперкупа Немачке и један Куп Немачке.
Блашчиковски је два пута проглашен за најбољег пољског фудбалера, 2008 и 2010. За репрезентацију је наступао 97 пута и трећи је на листи играча са највише наступа за репрезентацију Пољске, био је капитен на Европском првенству 2012. на којем је Пољска била један од домаћина, а наступао је и на Европском првенству 2016.

## Трофеји

### Клуб
Висла Краков
- Шампионат Пољске (1): 2004/05.

Борусија Дортмунд
- Првенство Немачке (2) : 2010/11, 2011/12.
- Куп Немачке (1) : 2011/12.
- Суперкуп Немачке (1) : 2013.
- Лига шампиона : финале 2012/13.